# Jacques Lucan
Pour les articles homonymes, voir Lucan (homonymie).
Jacques Lucan, né le 21 décembre 1947 à Bossay-sur-Claise et mort le 8 octobre 2023 à Paris, est un architecte, historien, critique et professeur d'architecture français. Il enseigne à l'École d'architecture de la ville et des territoires à Marne-la-Vallée (EAVT) ainsi qu'à l'École polytechnique fédérale de Lausanne (EPFL). Il est, avec Odile Seyler, le cofondateur de l'agence Seyler & Lucan architectes.

## Parcours
Il est diplômé en architecture à Paris en 1972. Il devient rédacteur en chef de la revue Architecture Mouvement Continuité (AMC) de 1978 à 1988. Nommé à l’École nationale supérieure d'architecture de Paris-Belleville dès 1981, ses activités didactiques portent sur l’histoire des théories de la composition architecturale, les théories et doctrines urbaines du XXe siècle mises en relation avec les transformations des villes et un enseignement du projet d’architecture. Ses recherches aboutissent à des publications relatives à la critique, à l’histoire et à la théorie de l’architecture dans de nombreuses revues internationales et à des contributions à des monographies sur des architectes contemporains. Il est l’auteur de plusieurs livres. 
Depuis 1993, Jacques Lucan participe à des concours d’urbanisme, il réalise quatre immeubles de logements et une bibliothèque à Paris et des aménagements urbains à L'Île-d'Yeu.  
En octobre 1997, il est nommé professeur extraordinaire en théorie de l’architecture (60 %) au département d’architecture de l’École polytechnique fédérale de Lausanne (EPFL), où ses études portent sur les conditions de possibilité d’un énoncé théorique en architecture et sur l’histoire des théories de la composition. Son enseignement est étroitement lié à celui du projet d’architecture. 
Dès 2001, Jacques Lucan prend la direction du Laboratoire de théorie et d’histoire 1. De 2006 à 2008, il dirige le programme doctoral « Architecture, ville, histoire » de la faculté de l'environnement naturel, architectural et construit (ENAC) de l’EPFL.
Il co-fonde en 1998 l’École d’architecture de la ville & des territoires à Marne-la-Vallée (devenue École d’architecture de la ville & des territoires Paris-Est), où il enseignera jusqu’en 2020, prenant de 2004 à 2016 la direction de la filière de master « Théorie et projet ». 
Jacques Lucan meurt dans le 8 octobre 2023 dans le 19e arrondissement de Paris des suites d’une pathologie cardiaque.

## Principaux ouvrages
- Le Corbusier, une encyclopédie, direction de l'ouvrage, Centre Georges Pompidou, Paris, 1987, ouvrage accompagnant l'exposition du centenaire de la naissance de l'architecte (édition italienne: Electa, Milan, 1988).
- France Architecture 1965-1988, Éditions du Moniteur, Paris, 1989 (édition italienne: Electa, Milan, 1989).
- OMA - Rem Koolhaas. Pour une culture de la congestion, direction de l'ouvrage, Electa Moniteur, Paris, 1990 (édition italienne: Electa, Milan, 1991; édition américaine: Princeton Architectural Press, New York, 1991; édition allemande: Verlag für Architektur, Munich, 1991).
- Eau et gaz à tous les étages - Paris, cent ans de logement, direction de l'ouvrage, Pavillon de l'Arsenal - Picard, Paris, 1992; ouvrage accompagnant l'exposition du même nom au Pavillon de l'Arsenal, septembre 1992 - janvier 1993.
- Paris des faubourgs - Formation-transformation, direction de l'ouvrage, Pavillon de l'Arsenal - Picard, Paris, 1996; ouvrage accompagnant l'exposition du même nom au Pavillon de l'Arsenal, octobre 1996 - janvier 1997.
- Matière d'art - A Matter of Art. Architecture contemporaine en Suisse, direction de l'ouvrage, Birkhäuser, Bâle, 2001; ouvrage accompagnant l'exposition du même nom présentée une première fois au Centre culturel suisse de Paris, mai-juin 2001 (ouvrage bilingue français-anglais). Édition chinoise, 2003.
- Architecture en France (1940-2000). Histoire et théories, Le Moniteur, Paris, 2001. Édition coréenne, 2006.
- Fernand Pouillon architecte - Pantin, Montrouge, Boulogne-Billancourt, Meudon-la-Forêt, Pavillon de l'Arsenal - Picard, Paris, 2003; catalogue de l'exposition du même nom au Pavillon de l'Arsenal, avril - août 2003.
- Steinmann M., Forme forte. Écrits/Schriften 1972-2002, Marchand, Bruno (ed.), Bâle, Birkhäuser, 2003.
- « Des lignes de fuite, entretien avec Jacques Lucan », dans le dossier « Qui a peur de la théorie ? », D’Architectures, no 173, 2008.
- « Langage de la critique, critique du langage. La transition postmoderne », Les Cahiers de la recherche architecturale et urbaine, no 24-25, 2009.
- « Les faubourgs ou l’ambiguïté urbaine », Archéopages, no 24, 2009.
- Composition, non-composition. Architecture et théories, XIXe – XXe siècles, Presses polytechniques et universitaires romandes, Lausanne, 2009.
- Où va la ville aujourd'hui ? Formes urbaines et mixités, Éditions de la Villette, Paris, 2012.
- Précisions sur un état présent de l'architecture, Presses polytechniques et universitaires romandes, Lausanne, 2015.
- Habiter: Villes et Architecture, Presses polytechniques et universitaires romandes, Lausanne, 2021.